# Hrastnik (Zasavska)
Hrastnik (Duits: Eichthal) is een gemeente in de Sloveense regio Zasavska en telt 10.121 inwoners (2002).

## Plaatsen in de gemeente
Boben, Brdce, Brnica, Dol pri Hrastniku, Čeče, Gore, Hrastnik, Kal, Kovk, Krištandol, Krnice, Marno, Plesko, Podkraj, Prapretno pri Hrastniku, Studence, Šavna Peč, Turje, Unično
Hrastnik · Trbovlje · Zagorje ob Savi